# پائولو پزولانو
پائولو پزولانو (انگلیسی: Paulo Pezzolano؛ زادهٔ ۲۵ آوریل ۱۹۸۳) بازیکن سابق و مدیر فوتبال اهل اروگوئه است که در پست هافبک تهاجمی بازی ‌می‌کرد.